# Alfa e omega, il principio della fine
Alfa e omega, il principio della fine è un  film del 1973, diretto da Robert Fuest. È una storia di ambientazione fantascientifica, basata sul romanzo Programma finale (1968) di Michael Moorcock. La storia è ambientata a Londra, Inghilterra.

## Trama
Durante anni in cui il mondo rischia una guerra atomica, uno scienziato scopre una formula chiamata "Final Programme", lo scienziato scompare ma continua a studiarne il processo, intanto suo figlio - che ne scopre il possibile utilizzo - incomincia una serie di esperimenti per creare cloni di esseri umani, arrivando alla fine a creare l'essere perfetto.